# Bengt Ruda

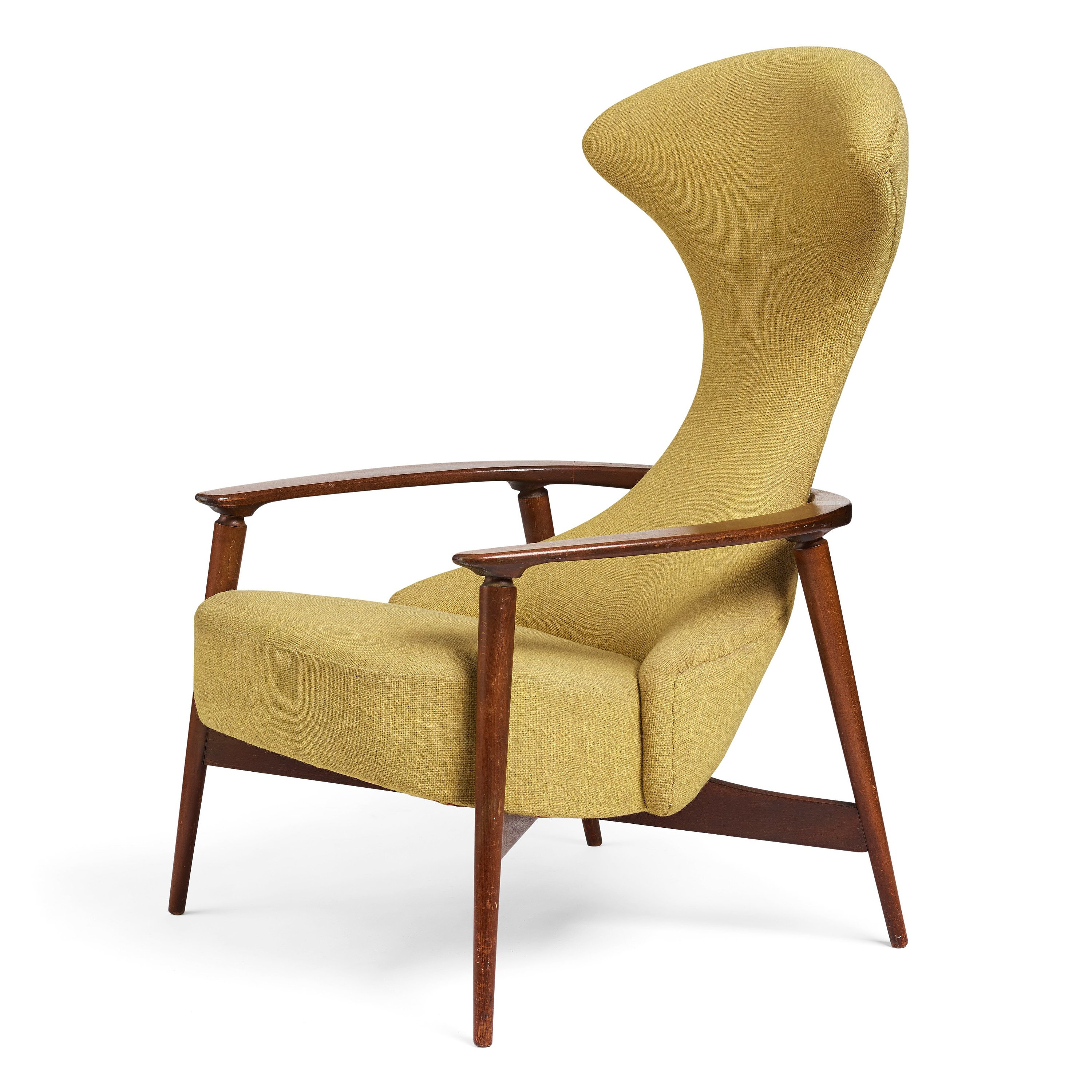
Bengt Ruda för Ikea, fåtöljen Cavelli, 1958–1959.

Bengt Ruda, född 25 februari 1918, död 20 maj 1999, var en svensk möbelformgivare. Han designade bland annat sittmöbler, delar av Triva-serien och fåtöljen Cavelli.
I slutet av 1940-talet och början av 1950-talet ritade Ruda möbler för Nordiska Kompaniets Triva-serie. Han rekryterades 1956 av Ikea från NK. När Bengt Ruda kom till Ikea var han den första utbildade designern som anställdes. Med sina tidigare erfarenheter fick han en viktig roll, inte minst när IKEA började med platta paket.
Ruda arbetade som formgivare hos Ikea från 1956 till 1979. Bland annat skapade han fåtöljen Focus 1958, tevagnen Tea 1959, och stolen Smögen i lättplast 1959. Ett exemplar av hans fåtölj Cavelli från 1959 såldes på en auktion 2021 för drygt 150 000 kronor, då ett rekordpris för en Ikeafåtölj. Detta rekord slogs emellertid den 17 maj 2020 när en Cavelli såldes för strax under 190 000 kronor.